# The Coconut Revolution
The Coconut Revolution é um documentário multi-premiado de 2001 sobre a luta dos povos indígenas da Ilha de Bougainville. O movimento é descrito como a "primeira ecorrevolução bem-sucedida do mundo" e foram traçados paralelos com o conflito retratado no filme de 2009, Avatar.

## Sinopse
O filme conta a história da revolta bem sucedida dos povos indígenas da Ilha de Bougainville contra o exército de Papua Nova Guiné e os planos da empresa mineradora Rio Tinto Zinc (RTZ) de explorar seus recursos naturais. O documentário revela como o Exército Revolucionário de Bougainville (BRA) conseguiu superar a estratégia de bloqueio naval utilizada pelo exército papuano usando óleo de coco como combustível para seus veículos. 
Recebeu financiamento do Soros Documentary Fund.

## Prêmios
Prêmios atribuídos a este documentário incluem:
Vencedor
- Grande Prêmio, Festival Internacional de Cinema e Vídeo Ambiental (FICA), Brasil [6]
- British Environment and Media (BEMA) Awards Richard Keefe Memorial Award - WWF
- Golden Kite, Melhor Documentário, Mar del Plata, Argentina
- Silver Kite, Melhor Filme para Jovens, Argentina

Segundo colocado
- BEMA Best Documentary
- Amnesty International UK Media Awards 2001, Melhor Documentário
- One World Media Awards 2001, TV Documentary